# Stadsbrand

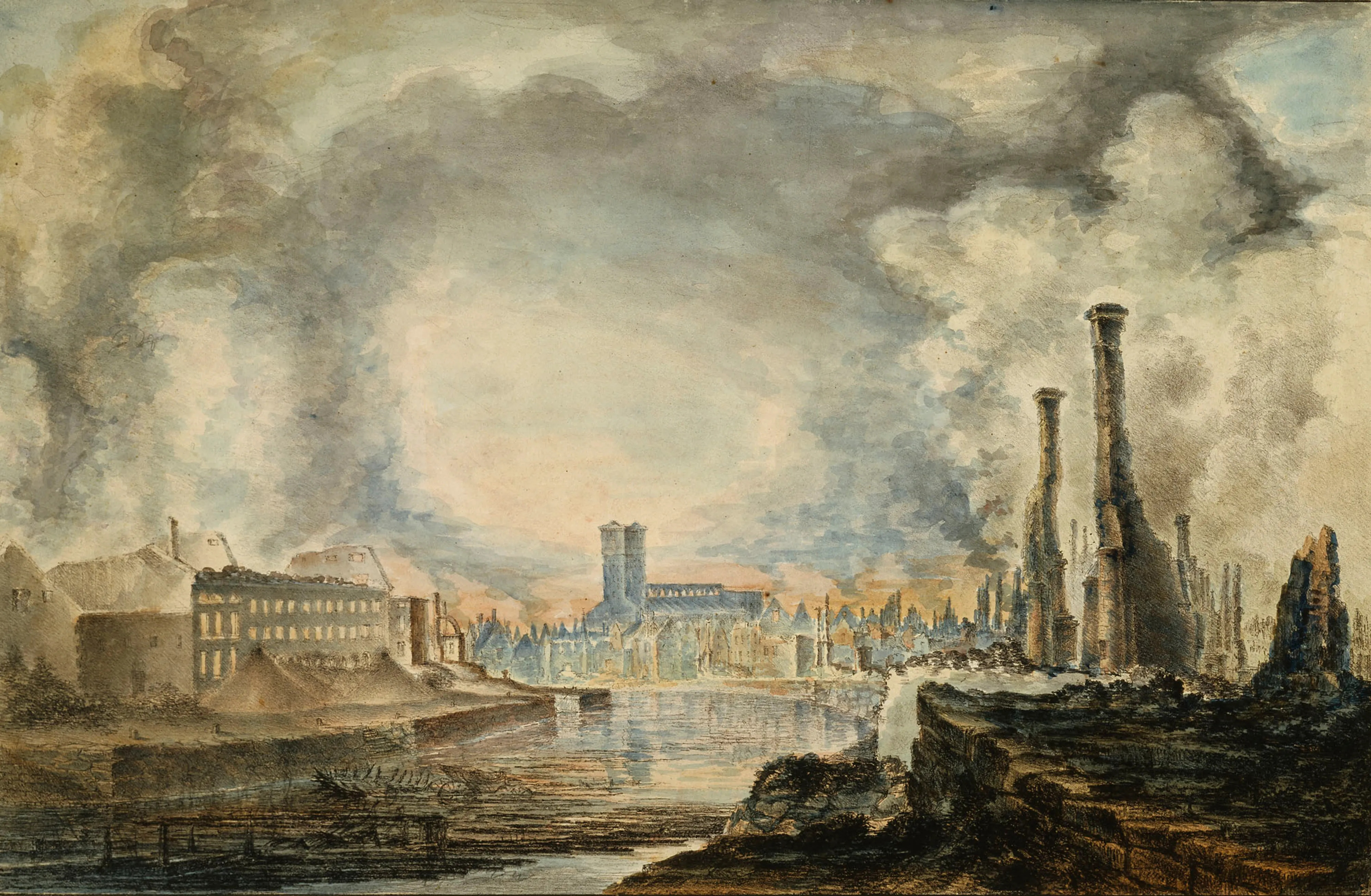
Åbo brand i september 1827.

Stadsbrand kallas en stor eldsvåda omfattar hela eller stora delar av en stad. Förr var stadsbränder inte ovanliga på grund av att bebyggelsen var av trä och öppen eld och ljuslågor var vanliga i bostäderna.

## Lista över stadsbränder
Städer i Sverige, Danmark(-Norge) och Tyskland.
Brandorsak:  (norrmän),  (danskar),  (svenskar),  (ryssar),  (Hansan),  (nordtyskar),  (pirater),  (slarv).
| år        | av                   | stad                                            | kommentar |
| --------- | -------------------- | ----------------------------------------------- | --- |
| 587 f.Kr. |                      | Jerusalem                                       | |
| 64        |                      | Rom                                             | |
| 406       |                      | Konstantinopel                                  | |
| 532       |                      | Konstantinopel                                  | |
| 930       |                      | Lund (innan staden flyttades)                   | staden bränns; en bränning i slutet av 900-talet leder också till att staden flyttas. |
| 1041      |                      | Bremen                                          | |
| 1135      |                      | London                                          | |
| 1157      |                      | Lübeck                                          | |
| 1172      |                      | Lund                                            | |
| 1187      |                      | Sigtuna                                         | bränns delvis av baltiska vikingar/hednisk sjörövarflotta, troligen från Karelen |
| 1192      |                      | Vimmerby                                        | |
| 1204      |                      | Konstantinopel                                  | |
| 1207      |                      | Magdeburg                                       | |
| 1212      |                      | London                                          | |
| 1251      |                      | Lübeck                                          | |
| 1253      |                      | Utrecht                                         | |
| 1256      | Norge                | Varberg                                         | norske kung Håkon Håkonsson bränner längs hela norra Hallands kust, bland annat Onsala och Varberg |
| 1268      |                      | Uppsala                                         | Östra Aros uppges ha brunnit fyra gånger, den sista 1268 |
| 1276      |                      | Lübeck                                          | |
| 1276      | Danmark              | Växjö                                           | vid striden mellan Valdemar Birgersson och Magnus Ladulås är danskarna med och hela Värend och Finnveden drabbas av bränningar; bland annat Växjö domkyrka bränns och ödeläggs; omnämnt i Erikskrönikan |
| 1281      |                      | Söderköping                                     | oförsiktighet vid drottning Helvigs kröning i staden leder till att hela staden brinner ned; drottning Helvig var den första drottningen som kröntes i Sverige och var kung Magnus Ladulås gemål |
| 1284      |                      | Hamburg                                         | |
| 1297      |                      | Stockholm                                       | 14 april |
| 1311      |                      | Visby                                           | efter denna stora stadsbrand uppfördes några byggnader i tegel, som ansågs vara stor lyx eftersom tegelarbetare hämtats från tyska städer; enligt de isländska annalerna finns en uppgift som vittnar om katastrofen: “staden brann som ett enda stort bål”                                                                    |
| 1314      |                      | Visby                                           | 13 maj: nästan hela staden brinner |
| 1327      |                      | München                                         | |
| 1327      |                      | Stockholm                                       | Stockholms andra stadsbrand då det äldsta slottet läggs i aska; eventuellt 1330 |
| 1330      |                      | Stockholm                                       | |
| 1344      |                      | Stockholm                                       | |
| 1362      |                      | Visby                                           | förstörs av brand, som inträffar året efter Valdemar Atterdags brandskattning |
| 1369      |                      | Örebro                                          | |
| 1380      | Danmark              | Skara                                           | en dansk-norsk armé för att fördriva mecklenburgare |
| 1380      | Danmark              | Jönköping                                       | en dansk-norsk armé för att fördriva mecklenburgare |
| 1380      | Danmark              | Västerås                                        | en dansk-norsk armé för att fördriva mecklenburgare; den första eldsvådan av svårare art i Västerås |
| 1380      | Danmark              | Örebro                                          | 54 gårdar förstörs av en dansk-norsk styrka ledd av kung Håkan Magnusson |
| 1388      | Mecklenburg-Schwerin | Linköping                                       | bränns av Albrekt av Mecklenburgs krigshär |
| 1388      |                      | Vadstena                                        | 14 juni: munk- och nunneklostren brinner |
| 1389      |                      | Enköping                                        | ödeläggande brand |
| 1390      |                      | Västerås                                        | bränns av tyskar, som under drottning Margaretas tid hemsöker och ödelägger stränderna runt Mälaren och vid Östersjön |
| 1394      |                      | Malmö                                           | västra delen av staden bränns av tyska sjörövarsällskap: vitaliebröderna |
| 1405      |                      | Bern i Schweiz                                  | |
| 1407      |                      | Stockholm                                       | Stockholms tredje stadsbrand med 1600 dödsoffer; orsakas av blixtnedslag i den nästan helt trähusbebyggda gamla staden, många uppges ha drunknat när de flydde undan elden; förbud införs efter denna brand mot träbyggnader inom Stadsholmen, förbudet har ingen större betydelse och upprepas av Gustav Vasa på 1500-talet   |
| 1411      |                      | Stockholm                                       | |
| 1418      |                      | Helsingborg                                     | tillsammans med Helsingborgs slott |
| 1419      |                      | Stockholm                                       | |
| 1421      |                      | Amsterdam                                       | |
| 1423      |                      | Vadstena                                        | |
| 1424      | Lübeck               | Landskrona                                      | bränns av Hansan |
| 1428      | Lübeck               | Landskrona                                      | plundras och bränns av Hansan |
| 1438      |                      | Gouda i Holland                                 | |
| 1445      |                      | Stockholm                                       | |
| 1452      |                      | Amsterdam                                       | |
| 1454      | Danmark              | Vimmerby                                        | |
| 1458      |                      | Stockholm                                       | |
| 1485      |                      | Flensburg i Schleswig                           | |
| 1495      |                      | Stockholm                                       | efterhand försvinner trähusen och efter 1501 får inga trähus byggas inom muren, uthus och bodar inne på gårdarna kan dock fortsatt byggas av trä |
| 1501      | Sverige              | Uddevalla                                       | |
| 1502      | Danmark              | Stockholm                                       | |
| 1509      | Sverige              | Vä                                              | staden bränns av Svante Nilsson Sture |
| 1511      | Danmark              | Skara                                           | danskar plundrar och bränner |
| 1513      |                      | Arboga                                          | stadens centrala norra stadskärna brinner vid Sankt Nicolai kyrka |
| 1516      |                      | Växjö                                           | en fjärdedel av staden brinner |
| 1517      | Danmark              | Västervik                                       | staden och fästningen Stäkeholm/Stegeholm bränns av danskarna som använder "fyrbollar" för att tända, uppemot 200 personer uppgavs innebrända; stadsbor som överlevt flyttar till Gamleby där staden tidigare legat; staden återuppbyggdes efter ett par decennier                                                             |
| 1519      |                      | Uddevalla                                       | |
| 1520      | Danmark              | Bogesund                                        | bränns av danskarna efter slaget på Åsunden; Sten Sture den yngre hade sitt läger söder om staden och blev skjuten i benet på Åsunden |
| 1520      |                      | Falköping                                       | |
| 1521      | Danmark              | Öregrund                                        | hela staden |
| 1521      | Danmark              | Västerås                                        | 29 april: även domkyrkan brinner |
| 1522      | Danmark              | Uppsala                                         | under Gustav Vasas strider med danskarna bränner dessa stora delar av staden inklusive ärkebiskopshuset |
| 1539      |                      | Panama Viejo                                    | |
| 1544      |                      | Edinburgh                                       | |
| 1545      |                      | Mühlberg/Elbe i Sachsen                         | |
| 1547      |                      | Moskva                                          | |
| 1563      |                      | Panama Viejo                                    | |
| 1563      | Sverige              | Uddevalla                                       | bränns och plundras av svenska trupper |
| 1563      | Sverige              | Halmstad                                        | under Nordiska sjuårskriget förstörs resterna av det ursprungliga Halmstad av svenskarna |
| 1563      | Danmark              | Älvsborg                                        | juli: föregångaren till Göteborg, intas och bränns ner till grunden av danskarna |
| 1564      | Sverige              | Ronneby                                         | staden bränns och ödeläggs på Erik XIV:s befallning under kriget |
| 1564      | Sverige              | Åhus                                            | Klas Kristersson Horn låter bränna staden |
| 1564      | Sverige              | Ängelholm                                       | svenskarna plundrar och bränner staden |
| 1565      | Sverige              | Ängelholm                                       | |
| 1565      | Sverige              | Varberg                                         | 27 augusti |
| 1566      | Danmark              | Bogesund                                        | bränns som ett led i danska härjningar ledda av Daniel Rantzau under kriget |
| 1566      | Danmark              | Falköping                                       | |
| 1567      | Danmark              | Jönköping                                       | oktober, Daniel Rantzau fortsätter härjningarna |
| 1567      | Danmark              | Vadstena                                        | oktober, Daniel Rantzau fortsätter härjningarna |
| 1567      | Sverige              | Linköping                                       | november: bränns av svenskarna själva i samband med kriget, domkyrkan brinner |
| 1567      | Sverige              | Söderköping                                     | december: bränns av svenskarna själva i samband med kriget, därefter plundras staden av danskarna |
| 1567      | Danmark              | Norrköping                                      | 3 december |
| 1569      |                      | Örebro                                          | |
| 1571      |                      | Moskva                                          | |
| 1572      |                      | Enköping                                        | hela staden förstörs |
| 1601      |                      | Tokyo                                           | |
| 1609      |                      | Enköping                                        | mycket omfattande stadsbrand |
| 1610      | Danmark              | Vimmerby                                        | |
| 1611      |                      | Visby                                           | 29 april utbryter en våldsam brand i norra Visby som förstör sex värn (troligtvis främst torn) i Visby ringmur och ca 200 ytterligare byggnader |
| 1611      | Sverige              | Kristianopel                                    | 25 juni: den svenske kronprinsen Gustav Adolf bränner den danska fästningen Kristianopel i nordöstra Blekinge |
| 1611      | Danmark              | Göteborg                                        | 12 juli: den nyanlagda staden bränns helt av en dansk eskader; med detta inleds Kalmarkriget 1611-1613 |
| 1611      | Danmark              | Växjö                                           | hela staden |
| 1611      | Danmark              | Skara                                           | |
| 1612      | Sverige              | Vä                                              | 12 januari: staden bränns av Gustav II Adolf och därför uppmanar senare Kristian IV stadens borgare att bege till sig Allö och bygga nuvarande Kristianstad |
| 1612      | Sverige              | Varberg                                         | |
| 1612      | Danmark              | Växjö                                           | även Hov och Kronobergs slott brinner |
| 1612      | Sverige              | Kungälv                                         | 26 februari |
| 1612      | Sverige              | Jönköping                                       | bränns helt och hållet av de egna invånarna vid danskarnas anfall |
| 1612      | Sverige              | Uddevalla                                       | mars: stora delar av staden |
| 1615      |                      | Wymondham i Norfolk                             | |
| 1617      |                      | Tangermünde i Brandenburg                       | |
| 1619      |                      | Halmstad \| Danmark-Norge                       | Endast några få byggnader klarade sig |
| 1621      |                      | Bayreuth i Tyskland                             | |
| 1631      | Tysk-romerska riket  | Magdeburg i Tyskland                            | |
| 1641      |                      | Tokyo                                           | |
| 1644      |                      | Panama Viejo                                    | 21 februari: 83 kyrkobyggnader, inklusive katedralen, förstörs |
| 1645      |                      | Kungälv                                         | |
| 1655      |                      | Norrköping                                      | |
| 1656      |                      | Aachen i Tyskland                               | |
| 1657      |                      | Tokyo                                           | |
| 1666      |                      | London                                          | |
| 1669      |                      | Göteborg                                        | 10 maj: 241 hus förstörs i en kvartersbrand |
| 1670      |                      | Hudiksvall                                      | |
| 1671      |                      | Panama Viejo                                    | |
| 1675      |                      | Northampton i Northamptonshire                  | |
| 1675      |                      | Söderhamn                                       | |
| 1675      | Danmark              | Åmål                                            | bränns av norsk-dansk trupp |
| 1675      |                      | Mariefred                                       | stor brand |
| 1676      |                      | Jamestown i Virginia                            | |
| 1676      |                      | Kungälv                                         | |
| 1676      | Danmark              | Vänersborg                                      | juni: blir grundligt bränt under Gyldenlövefejden |
| 1676      | Danmark              | Strömstad                                       | juni: blir grundligt bränt under Gyldenlövefejden |
| 1677      |                      | Rostock i Mecklenburg                           | |
| 1677      | Danmark              | Västervik                                       | |
| 1678      |                      | Ängelholm                                       | bara kyrkan, prästgården och tre små hus blir kvar |
| 1678      |                      | Hardegsen i Braunschweig                        | |
| 1678      | Danmark              | Lund                                            | hälften av de drygt 300 gårdarna brinner ned |
| 1678      | Danmark              | Laholm                                          | |
| 1678      |                      | Malmö                                           | kvartersbrand, omtalas på dåtida danska som en "olycklig ildebrand" |
| 1679      | Danmark              | Åmål                                            | bränns av norsk-dansk trupp under Gyldenlövefejden |
| 1679      |                      | Kalmar                                          | |
| 1679      | Danmark              | Helsingborg                                     | |
| 1681      |                      | Sundsvall                                       | april: härjas av sin första förödande stadsbrand. Orsaken är gnistor från smedja |
| 1681      |                      | Sundsvall                                       | 25 april: härjas av en förödande stadsbrand. Orsaken är gnistor från smedja; kvarteren väster om tjärnen brinner, 14 gårdar förstörs |
| 1681      |                      | Malmö                                           | "olycelig vådeld lidet vid Martini tid [omkring Mårtensafton i november]" |
| 1681      |                      | Borås                                           | första stora stadsbranden inträffar denna Lucianatt den 12 december varefter man diskuterar att överge staden; landshövdingen utfärdar då ett reseförbud men flyttar residenset till Vänersborg, därefter görs en ny stadsplan                                                                                                 |
| 1682      |                      | Mariefred                                       | största delen av staden brinner ner; tidigare stor brand på 1630-talet |
| 1683      |                      | Tokyo                                           | |
| 1686      |                      | Kristiania                                      | |
| 1687      | Danmark              | Lund                                            | |
| 1688      |                      | Lindesberg                                      | läggs delvis i aska, 23 gårdar brinner |
| 1689      |                      | Skopje i Makedonien (Turkiet)                   | |
| 1690      |                      | Växjö                                           | efter branden får stadens borgare sex års skattefrihet och anlägger raka luftiga gator som brandskydd |
| 1690      |                      | Uddevalla                                       | 9 maj: drabbar hela staden söder om Bäveån och området väster om torget; Karl XI bestämmer att hela staden ska stadsregleras |
| 1691      |                      | Jönköping                                       | februari: brinner båda rådhusen och 19 av torgkvarterets hus förstörs helt eller delvis |
| 1692      |                      | Usingen i Nassau-Usingen (nu Hessen)            | |
| 1693      |                      | Mariestad                                       | 18 augusti: hela staden utom den äldsta delen, Näset, brinner. Klockan ett på eftermiddagen kommer elden lös och efter fyra timmar är allt jämnat med marken utom bebyggelsen på Norr. Staden uppbyggs därefter efter en rutnätsplan                                                                                           |
| 1694      |                      | Warwick i Warwickshire                          | |
| 1694      |                      | Filipstad                                       | 9 maj: 85 gårdar förstörs; branden börjar vid olovlig ölbryggning; stadsrättigheterna förloras då man är rädd att skogen inte ska räcka till bergsbruket om staden skulle återuppbyggas |
| 1698      |                      | Tokyo                                           | |
| 1700      |                      | Linköping                                       | 29 januari: En dräng ska sko en häst och lämnar en stallykta som blir omkullsparkad av hästen varvid den stora branden börjar. Det är natt och hård västlig vind. Praktiskt taget hela staden förstörs: 136 gårdar, 19 ladugårdar. Enstaka stenhus, domkyrkan och slottet klarar sig                                           |
| 1702      |                      | Uppsala                                         | 15 maj: elden sprids snabbt i den hårda vinden via träbroarna över Fyrisån från Gamla torget och antänder bl.a. domkyrkan. Inte ens stenhusen kring Stora torget är en effektiv brandgräns, Uppsala slott förstörs invändigt, Gustavianum med universitets värdefulla bibliotek räddas. Det är en ihållande torka före branden |
| 1702      |                      | Bergen                                          | 19 maj: stadsbrand ödelägger sju åttondelar av stadskärnan |
| 1703      |                      | Lidköping                                       | augusti: 22 hus brinner ned under en svår storm; brandgator kan åstadkommas genom brandkrokar (från 1500-talet) på väggarna och ett dussin hus kan rivas |
| 1704      |                      | Tokyo                                           | |
| 1709      |                      | Boizenburg i Mecklenburg                        | |
| 1710      |                      | Härnösand                                       | |
| 1711      |                      | Lund                                            | 36 gårdar och det efter branden 1678 nyuppförda rådhuset förstörs |
| 1712      |                      | Norrköping                                      | 17 maj: troligen omkring 150 gårdar förstörs, främst i stadens finare kvarter |
| 1713      |                      | Norrköping                                      | 10 april: 12 gårdar förstörs |
| 1713      |                      | Norrköping                                      | 23 april: 50 gårdar och 18 lador |
| 1714      |                      | Baden i Niederösterreich                        | |
| 1714      | Ryssland             | Umeå                                            | större delen av staden |
| 1714      |                      | Härnösand                                       | 35 personer mister sina byggnader |
| 1714      |                      | Västerås                                        | 13 april: branden börjar i ett boktryckeri |
| 1715      |                      | Wittstock i Brandenburg                         | |
| 1715      |                      | Karlstad                                        | 36 gårdar |
| 1718      |                      | Köslin i Pommern                                | |
| 1718      | Ryssland             | Torneå                                          | |
| 1719      | Ryssland             | Östhammar                                       | rådhuset och 78 gårdar förstörs |
| 1719-1721 | Ryssland             | Södertälje, Gävle, Norrtälje, Öregrund          | städer, slott, herresäten, bruk och lantgårdar drabbas av ryska kustflottans härjningar |
| 1719      | Ryssland             | Trosa                                           | 22 juli |
| 1719      | Ryssland             | Nyköping                                        | 25 juli |
| 1719      | Ryssland             | Norrköping                                      | 30 juli: endast tre gårdar, ett lusthus och fyra sädeslador blir kvar efter bränningen; förlusterna beräknas till 1 002 363 daler silvermynt |
| 1719      |                      | Skara                                           | 23 augusti: alla 971 hus, av alla slag, förstörs av brand och domkyrkan skadas svårt; inträffar under gudstjänsttid |
| 1719      |                      | Karlstad                                        | 1 oktober: nästan hela staden: kyrkan, rådhuset, gymnasiet och 170 gårdar |
| 1721      |                      | Göteborg                                        | 15 april: 213 hus förstörs |
| 1721      | Ryssland             | Piteå                                           | allt utom kyrkan |
| 1721      | Ryssland             | Hudiksvall                                      | |
| 1721      | Ryssland             | Söderhamn                                       | maj |
| 1721      | Ryssland             | Sundsvall                                       | 21 maj |
| 1721      | Ryssland             | Härnösand                                       | 28 juli |
| 1721      | Ryssland             | Umeå                                            | |
| 1726      |                      | Reutlingen i Württemberg                        | |
| 1727      |                      | Borås                                           | |
| 1728      |                      | Köpenhamn                                       | 20 oktober: 28 % av staden förstörs |
| 1730      |                      | Jönköping                                       | 1 augusti: branden börjar i en ladugård; ett skolhus, Kyrkokvarteret och ett tiotal gårdar på båda sidor om Storgatan brinner |
| 1731      |                      | Tiverton i Devon                                | |
| 1731      |                      | Nora                                            | 21 april: nästan hela staden |
| 1736      |                      | Sala                                            | nästan hela staden |
| 1738      |                      | Nora                                            | |
| 1744      |                      | Öregrund                                        | i juli |
| 1745      |                      | Tokyo                                           | |
| 1746      |                      | Göteborg                                        | 14 januari: 196 hus förstörs |
| 1749      |                      | Alingsås                                        | |
| 1751      |                      | Stockholm                                       | 8 juni: samtidig brand på Ladugårdslandet, Södermalm och Blasieholmen; Klara kyrka brinner ner till grunden, 1000 människor under bar himmel |
| 1752      |                      | Moskva                                          | |
| 1752      |                      | Karlstad                                        | 22 juni: på mindre än sju timmar går hela staden upp i rök efter långvarig torka; man har eldat i en bryggstuga trots förbud |
| 1754      |                      | Hedemora                                        | |
| 1759      |                      | Skövde                                          | 55 gårdar, kyrkan och rådhuset förstörs; staden bränns dessutom flera gånger under medeltiden av danskarna |
| 1759      |                      | Stockholm                                       | 19 juli: 300 gårdar på Södermalm förstörs, startpunkt i en bakugn |
| 1760      |                      | Tokyo                                           | |
| 1761      |                      | Falun                                           | juni: 1000 hus – 2/3 av staden |
| 1762      |                      | Luleå                                           | |
| 1765      |                      | Kalmar                                          | |
| 1766      |                      | Uppsala                                         | 30 april: ett 100-tal byggnader |
| 1767      |                      | Varberg                                         | 18 maj |
| 1769      |                      | Falköping                                       | 10 juli: alla tomter norr om Stora gatan, samt rådhuset, brinner |
| 1772      |                      | Tokyo                                           | |
| 1774      |                      | Öregrund                                        | juli: mer än 53 gårdar förstörs |
| 1775      |                      | Stockholm                                       | 50 byggnader |
| 1775      |                      | Dorpat                                          | |
| 1775      |                      | Ängelholm                                       | hela staden, men kyrkan klarar sig |
| 1775      |                      | Filipstad                                       | 7 maj: 30 av stadens 60 gårdar brinner, inklusive kyrkan |
| 1776      |                      | New York                                        | |
| 1776      |                      | Askersund                                       | 8 juni: nästan hela staden |
| 1776      |                      | Varaždin i Kroatien                             | |
| 1776      |                      | Gävle                                           | 20 september |
| 1777      |                      | Kristinehamn                                    | 25 maj: hela staden |
| 1777      |                      | Åmål                                            | 23 augusti: 33 tomter – 1/3 av staden |
| 1783      |                      | Laholm                                          | 13 maj: 70 gårdar |
| 1785      |                      | Jönköping                                       | 23 november |
| 1787      |                      | Neuruppin i Brandenburg                         | |
| 1788      |                      | Kyoto                                           | |
| 1788      |                      | New Orleans i Louisiana                         | |
| 1790      |                      | Karlskrona                                      | |
| 1792      |                      | Göteborg                                        | 110 byggnader |
| 1793      |                      | Göteborg                                        | större delen av Kvarnberget |
| 1794      |                      | Göteborg                                        | 84 byggnader |
| 1794      |                      | New Orleans i Louisiana                         | |
| 1795      |                      | Köpenhamn                                       | |
| 1798      |                      | Torshälla                                       | |
| 1799      |                      | Enköping                                        | nästan hela staden |
| 1799      |                      | Växjö                                           | 2/3 av staden |
| 1800      |                      | Kalmar                                          | halva staden |
| 1801      |                      | Zehdenick i Brandenburg                         | |
| 1802      |                      | Ängelholm                                       | 180 byggnader |
| 1802      |                      | Stockholm                                       | |
| 1802      |                      | Göteborg                                        | Mellan 1639 och 1813 förekommer stadsbränder vid minst tolv tillfällen. Kanalerna fungerar som brandgator och bränder kan ofta begränsas till en stadsdel. Omfattande brand 1802. |
| 1803      |                      | Sundsvall                                       | 7 september: 900 hemlösa (nära 90% av befolkningen), 211 hus brinner upp |
| 1803      |                      | Avesta                                          | 15 september |
| 1804      |                      | Göteborg                                        | omfattande brand |
| 1805      |                      | Detroit i Michigan                              | |
| 1806      |                      | Tokyo                                           | |
| 1806      |                      | Uddevalla                                       | 29 juli: hela staden |
| 1807      |                      | Köpenhamn                                       | i samband med den brittiska beskjutningen |
| 1807      |                      | Rößel                                           | |
| 1809      |                      | Åmål                                            | 26 april |
| 1809      |                      | Uppsala                                         | 18 maj |
| 1811      |                      | Laholm                                          | 6 maj: nästan halva staden |
| 1811      |                      | Kiev                                            | |
| 1812      |                      | Baden i Niederösterreich                        | |
| 1812      |                      | Moskva                                          | |
| 1822      |                      | Norrköping                                      | |
| 1827      |                      | Åbo                                             | |
| 1829      |                      | Tokyo                                           | |
| 1834      |                      | Tokyo                                           | |
| 1835      |                      | New York                                        | |
| 1842      |                      | Hamburg                                         | |
| 1843      |                      | Örebro                                          | |
| 1845      |                      | New York                                        | |
| 1845      |                      | Pittsburgh i Pennsylvania                       | |
| 1845      |                      | Tokyo                                           | |
| 1846      |                      | Åmål                                            | 16 januari: 38 fastigheter förstörs |
| 1846      |                      | St. John's på Newfoundland                      | |
| 1846      |                      | Kungsbacka                                      | 25 april: 49 fastigheter, 90% av staden förstördes, branden börjar i en skorstensmur vid kaffekokning |
| 1847      |                      | Bukarest                                        | |
| 1847      |                      | Falun                                           | 270 personer hemlösa |
| 1847      |                      | Kristianstad                                    | 5 juni: 36 fastigheter förstörs, 760 personer blir husvilla |
| 1849      |                      | Hedemora                                        | 22 april: 25 fastigheter förstörs |
| 1849      |                      | Lidköping                                       | 22 maj: 43 fastigheter förstörs, hela Gamla staden öster om Lidan |
| 1849      |                      | Saint Louis i Missouri                          | |
| 1849      |                      | Toronto i Ontario                               | |
| 1852      |                      | Montreal i Québec                               | |
| 1852      |                      | Vasa                                            | |
| 1854      |                      | Örebro                                          | |
| 1854      |                      | Newcastle upon Tyne och Gateshead söder om Tyne | |
| 1855      |                      | Tokyo                                           | |
| 1858      |                      | Frankenstein i Schlesien                        | |
| 1864      |                      | Brisbane i Queensland                           | |
| 1865      |                      | Karlstad                                        | |
| 1866      |                      | Portland i Maine                                | |
| 1869      |                      | Whitstable i Kent                               | |
| 1869      |                      | Gävle                                           | |
| 1871      |                      | Chicago                                         | |
| 1871      |                      | Strängnäs                                       | |
| 1872      |                      | Boston i Massachusetts                          | |
| 1874      |                      | Chicago                                         | |
| 1877      |                      | Saint John i New Brunswick                      | |
| 1886      |                      | Calgary i Alberta                               | |
| 1886      |                      | Vancouver i British Columbia                    | |
| 1888      |                      | Sundsvall                                       | |
| 1888      |                      | Umeå                                            | |
| 1889      |                      | Bakersfield i Kalifornien                       | |
| 1889      |                      | Seattle i Washington                            | |
| 1892      |                      | St. John's på Newfoundland                      | |
| 1900      |                      | Hull i Québec                                   | |
| 1900      |                      | Ottawa                                          | |
| 1901      |                      | Jacksonville i Florida                          | |
| 1904      |                      | Baltimore i Ohio                                | |
| 1904      |                      | Toronto i Ontario                               | |
| 1906      |                      | Dundee i Skottland                              | |
| 1911      |                      | Bangor i Maine                                  | |
| 1914      |                      | Salem i Massachusetts                           | |
| 1917      |                      | Atlanta i Georgia                               | |
| 1917      |                      | Halifax i Nova Scotia                           | |
| 1917      |                      | Thessaloniki i Grekland                         | |
| 1923      |                      | Berkeley i Kalifornien                          | |
| 1928      |                      | Fall River i Massachusetts                      | |
| 1938      |                      | Changsha i Kina                                 | |
| 1953      |                      | Ljungby                                         | |
| 1959      |                      | Västervik                                       | ytterst nära att drabbas av stadsbrand |